# Acomys ignitus
Acomys ignitus је врста глодара из породице мишева (Muridae). 

## Распрострањење
Врста је присутна у Кенији и Танзанији.

## Станиште
Станиште врсте су саване. 

## Угроженост
Ова врста је наведена као последња брига, јер има широко распрострањење и честа је врста.